# ریکو کپلیو جی‌ایکس۱۰۰
ریکو کپلیو جی‌ایکس۱۰۰ (به انگلیسی: Ricoh Caplio GX100) یک دوربین عکاسی ساخت شرکت ریکو است.